# دیتر اشپر
دیتر اشپر (انگلیسی: Dieter Speer؛ زادهٔ ۲۴ فوریهٔ ۱۹۴۲) از ورزشکاران و مدال‌آوران در بازی‌های المپیک زمستانی ورزشکار دوگانه اهل آلمان است.